# ノースサイド・ギャング
ノースサイド・ギャング（The North Side Gang）とは、アメリカ合衆国イリノイ州シカゴに存在した禁酒法時代のギャング。ライバルであるサウスサイド・ギャング（後のシカゴ・アウトフィット）と凄惨な抗争を繰り広げた。

## 前史
この組織はシカゴに存在した他のギャングと同じく、スリ、こそ泥、労働者への圧迫行為等で生計を立てていたマーケット・ストリート・ギャングが源流である。特に1910年代の初めに起こった地元の有力新聞社であるシカゴ・エグザミナー紙とシカゴ・トリビューン紙との間で起こったCirculation Wars（販売網拡張戦争。しばしは酒場や通りで銃撃戦が発生するほど激しいものであった）で、両新聞社の手先となって勢力を伸ばした。創設者であるダイオン・オバニオンがリトル・ヘリオンズと呼ばれるこの組織の少年部に所属しており、ここで政治家やジャーナリスト達と有力なコネクションを築いたようである。

## 組織の創設
禁酒法の施行後、密造酒製造業者となっていたオバニオンはノースサイド・ギャングを創設した。シカゴのノースサイドの醸造所と蒸留所を素早く支配下に置き、良質なビールとウイスキーをほぼ独占して供給した。加えて武装強盗や違法賭博の運営でも金を稼いだ。ただしサウスサイド・ギャングと違って売春の管理は拒否した。政治家の不正選挙にも加担して政治にも影響力を行使するようになった。また、孤児に対する大規模な寄付行為や貧困層への慈善活動を積極的に行い、それらをマスコミを通じて喧伝させた。

## 勃興～発展期
オバニオンはノースサイド・ギャングが保有している蒸留所の一部をサウスサイド・ギャングに売却することを拒否し、他のアイルランド系やイタリア系ギャングとも敵対するようになっていった。緊張が高まり、オバニオンとサウスサイド・ギャングのボスであるジョニー・トーリオとの間で会談が開かれた。しかしオバニオンはしばしばイタリア系を侮辱し、加えて秘密裏にサウスサイド・ギャングが輸送するビールを強奪した。さらにオバニオンは1921年にアイルランド系ギャングのラーガンズ・コルツのメンバーを銃撃し、更に緊張が高まった。
オバニオンと副官であるハイミー・ワイスは1922年に窃盗の罪で逮捕されたが、シカゴ市警の手厚い保護を受けた。さらに警察幹部及び民主党と共和党の政治家を多数招いて大規模な晩餐会を開催した。その有様は「ベルシャザルの宴会」とマスコミからあだ名され、シカゴ市長が調査を行うほどであった。1924年には4人の警察官の護衛付きで蒸留所から価格にして10万ドル相当にも及ぶウイスキー1750本を白昼堂々奪い取った（護衛した警察官たちは起訴され、即刻解雇された）。
ノースサイド・ギャングとサウスサイド・ギャングの緊張は日を追うごとに高まっていった。1924年の初めごろ、ウニオーネ・シチリオーネ（シシリア人連合）の会長であるマイク・メルロの仲介により和解が成立したが、今度はジェンナ兄弟との間でトラブルが発生した。彼らは粗悪な密造酒を作成してノースサイド・ギャングの縄張りに流しており、加えてカジノの借金に伴うトラブルまで発生した。トーリオは争いを避けるため、ジェンナ兄弟に借金を返すよう説得した。一方でトーリオもオバニオンに腹を立てていた。ビールの醸造所をオバニオンから購入したが、1924年5月19日に警察の手入れを受けて逮捕されてしまった。実はオバニオンが警察に情報を流し、トーリオが逮捕されるように仕向けたのだった。釈放後に真相を知ったトーリオは激怒し、ジェンナ兄弟のオバニオンに対する攻撃要請を承認した。

## 抗争の幕開け
1924年10月10日、オバニオンは自身が経営する花屋にやってきた正体不明の3人組（アルバート・アンセルミ、ジョン・スカリーゼ、フランキー・イェールといわれている）に殺害された（イェールではなくマイク・ジェンナという説もある）。5年間にわたるノースサイド・ギャングとサウスサイド・ギャングの抗争の幕開けである。
オバニオンの死後、ノースサイド・ギャングはハイミー・ワイスが跡目を継いだ。オバニオンの死の衝撃は大きかったが「統治委員会」を発足させ、すぐさまサウスサイド・ギャングに反撃する。1925年1月12日にワイスとジョージ・モランとヴィンセント・ドルッチはトーリオの副官であるアル・カポネを暗殺すべく彼の乗った車に発砲した。カポネは無傷だったが、その後は防弾装備を施した特殊車両に乗車するようになった。モランはカポネのボディーガードを誘拐し、情報を引き出す前に拷問して殺害した。
1月24日には妻と買い物中のトーリオがワイスとモランとドルッチの待ち伏せを受けて銃撃された。トーリオはとどめを刺されかけたが弾が発射されず、警察官が駆けつけたので犯人は逃亡した。辛くも生き残ったトーリオは引退してイタリアに隠棲し、カポネがサウスサイド・ギャングの跡目を継いだ。
さらにノースサイド・ギャングはサウスサイド・ギャングと協定を結ぶジェンナ兄弟に攻撃を仕掛けた。アンジェロをカーチェイスの末に殺害し、マイクは警官隊との銃撃戦の果てに死亡した。幹部のSamuzzo Amatunaが殺害され、遂にアンソニーも殺害された。他の兄弟はシカゴから逃亡した。

## 更なる抗争の激化
トーリオを引退させ、ジェンナ兄弟を壊滅に追い込んだノースサイド・ギャングは得意の絶頂だった。ビジネスをさらに拡大させ、追い打ちを掛けるようにカポネに攻撃を仕掛ける。カポネが定宿にしているシセロのホテルにモラン自ら車を率いて乗り付け、ロビーで酒を飲んでいたカポネとボディーガード目がけてトンプソン・サブマシンガンの銃撃を浴びせ、ホテルの１階を粉々に破壊した。恐れをなしたカポネは一時的に停戦を申し入れ、一時の平穏が訪れたが、1926年10月10日にワイスがサウスサイド・ギャングに殺害され、モランとドルッチがノースサイド・ギャングの跡目を継いだ。平和会談が開かれるまで報復合戦が数ヶ月も続いた。
モランとカポネは他の組織のボスを多数招待して平和会談を開催した。カポネは抗争の無意味さを説き、お互い利益を分け合うことを提案した。モランとカポネは和解し、シカゴに平和が訪れた。ドルッチは1927年4月4日に警察とのケンカがもとで死亡し、モランが跡目を継いだ。
しかし平和は長くは続かなかった。モランはカポネ組が輸送するビールを何度も強奪し、カポネをいらだたせた。報復にカポネはモランのドッグレース場に放火し、モランもカポネのドッグレース場に放火した。

## 組織の終焉
再び抗争の幕が切って落とされ、モランはカポネの友人であり有力な組合のリーダー2人を殺害した。この行為がモラン抹殺をカポネに決断させ、悪名高い聖バレンタインデーの虐殺が引き起こされた。モランは殺害を免れたが腕利きのメンバーを失ったノースサイド・ギャングは徐々に勢力が衰えていった。しかし勝者であるはずのカポネも当局から厳しくマークされるようになり、脱税により逮捕されてシカゴから姿を消すこととなった。
1936年2月13日にはジャック・マクガーンが何者かに殺害された（ノースサイド・ギャングによる聖バレンタインデーの虐殺の復讐といわれているが、厄介者となったマクガーンをカポネの後継者であるフランク・ニティが粛清したとの説あり）。
禁酒法廃止後は違法賭博の運営が主な収入源となったが、サウスサイド・ギャングに徐々に縄張りを奪われ、1930年代の終わり頃にはシカゴから消滅した。